# Петропавлівка (Криворізький район)
Петропа́влівка — село в Україні, у Вакулівській сільській громаді Криворізького району Дніпропетровської області.

## Географія
Село знаходиться на лівому березі річки Базавлучок, вище за течією на відстані 6 км розташоване село Приют, нижче за течією на відстані 6 км розташоване село Слов'янка, на протилежному березі — село Українка. Річка в цьому місці пересихає, на ній зроблено кілька загат. Поруч проходить залізниця, зупинний пункт 332 км.

## Визначні пам'ятки
Біля села знаходиться пам'ятка археології національного значення — курганний могильник.

## Населення

### Мова
Розподіл населення за рідною мовою за даними перепису 2001 року:
| Мова            | Відсоток |
| --------------- | -------- |
| українська      | 92,5 %   |
| російська       | 4,8 %    |
| білоруська      | 2,1 %    |
| інші/не вказали | 0,6 %    |